# Hannah Gill
Hannah Gill (sinh ngày 29 tháng 6 năm 1999) là một vận động viên bơi lội Barbados. Cô đã tham gia cuộc thi tự do 400 mét nữ tại Giải vô địch thể thao dưới nước thế giới 2017.